# Les Chroniques de l'impossible
Les Chroniques de l'impossible est une série de bandes dessinées, illustrée par Claude Laverdure sur un scénario de Christian Piscaglia. La série raconte les enquêtes menées par deux sœurs dans d'anciennes villes d'Europe.

## Résumé
Lucie et Cécile sont deux sœurs qui enquêtent dans des villes anciennes comme Bruges ou Saint-Malo. Ces villes aux nombreux lieux secrets et mystérieux sont au cœur de la série.
Les deux sœurs y mènent des enquêtes peu banales et doivent y résoudre les énigmes mystérieuses, explorer des maisons hantées, vaincre les malédictions. Leur père, un scientifique, est également mis en scène, ainsi qu'un jeune amoureux, étudiant.
La première ville théâtre de leurs aventures est Bruges,, la deuxième est Saint-Malo, la troisième et dernière est Strasbourg.
Un quatrième épisode, prévu, reste à l'état de projet et n'a pas de suite.

## Principaux personnages
- Lucie, l'une des deux héroïnes, est rousse avec des cheveux courts[1].
- Cécile, sœur de Lucie, est brune et plus curieuse[1].
- Leur père, scientifique[2].
- Un étudiant, gaffeur[2].

## Jugements sur la série
Pour le site bdtheque.com, ce sont les « aventures fantastico-policières » d'un quatuor bien conventionnel dans un espace très limité.
Selon Henri Filippini, les dessins de Claude Laverdure « ne manquent pas de charme » et sont à la fois réalistes et humoristiques, avec parfois un peu de maladresse. Il estime que les scénarios de Christian Piscaglia combinent le dynamisme et le comique à la magie et à l'occultisme.

## Publication
La série est publiée à partir de 1987, directement en albums chez Dargaud Benelux.

### Albums
- 1.  La Maison de Bruges, Dargaud Benelux, Bruxelles,  janvier 1987
Scénario : Christian Piscaglia - Dessin : Claude Laverdure - Couleurs : quadrichromie -  (ISBN 2-87129-024-5)[5].
- 2.  Les Tempêtes de Saint-Malo, Dargaud Benelux, Bruxelles, octobre 1988
Scénario : Christian Piscaglia - Dessin : Claude Laverdure - Couleurs : quadrichromie -  (ISBN 2-87129-045-8)[5].
- 3.  La Longue Nuit de Strasbourg, Dargaud Benelux, Bruxelles, janvier 1990
Scénario : Christian Piscaglia - Dessin : Claude Laverdure - Couleurs : quadrichromie -  (ISBN 2-87129-060-1)[5].